# Carlo III (pirofregata)
La Carlo III è stata una pirofregata a ruote della Real Marina del Regno delle Due Sicilie, persa per esplosione il 4 gennaio 1857.

## Storia
La pirofregata a ruote Carlo III fu costruita nel Real Cantiere Navale di Castellammare di Stabia e varata il 23 marzo 1846. La nave, con scafo in legno e carena rivestita di rame, aveva due alberi a vele quadre (armamento velico a brigantino), mentre bompresso era a goletta. Il dislocamento era di 1300 tonnellate, la lunghezza di 57,50 m, la larghezza di 11,40 m e un pescaggio di 4,00 m. 
L'apparato motore era su 4 caldaie e due macchine alternative a vapore Maudslay & Field da 300 cavalli (una per ruota).  L'armamento era composto da 1 cannone da 117 libbre a prora in caccia, 1 cannone Myllar F.L. da 60 libbre a poppa in ritirata, con canna a ferro liscio, 4 obici Paixans F.L. con canna a ferro liscio da 30 libbre, 4 cannoni in bronzo B.L. da 12 libbre su affusto (da sbarco).  L'equipaggio era composto da 170  tra ufficiali, sottufficiali e marinai.  Entrata in servizio la Carlo III, al comando del capitano di fregata Onofrio Spasiano, nel 1848 prese parte alle operazioni navali nel corso della prima guerra d'indipendenza italiana in forza alla squadra navale di Raffaele de Cosa. Collaborò con le navi sarde al comando di Giuseppe Albini al blocco navale di Venezia e Trieste, e nel mese di agosto di quell'anno, al comando del capitano di fregata Pasquale Vaglieco, prese parte alla repressione dei moti rivoluzionari in Sicilia. Tra il 30 marzo e il 2 aprile 1849, insieme alla pirocorvetta Stromboli e alle pirofregate Archimede e Roberto incrociò tra Messina e Taormina. Effettuando crociere e varie azioni di fuoco, le navi costrinsero la città di Taormina alla resa.
Passata al comando di Giuseppe Mollo nel maggio 1850 scortò il Fulminante su cui era imbarcato re Ferdinando II. Nel 1851 fu al comando di Napoleone Scrugli, nel 1852 di Giovanni Carbonelli e nel 1854 di Giovanni Vacca. Nel 1856 passò al comando di Leopoldo Fowls. Il 4 gennaio 1857 si trovava nella rada di Napoli pronta a salpare per Palermo quando si verificò una esplosione nella Santa Barbara che ne determinò l'affondamento. Perirono il tenente di vascello Antonio Masseo, il guardiamarina Giuseppe Benedetti, il cappellano don Raffaele Petrillo, il secondo pilota Eugenio Caffiero, e altri 29 membri dell'equipaggio.